# 프레데리크 쇼팽 생가

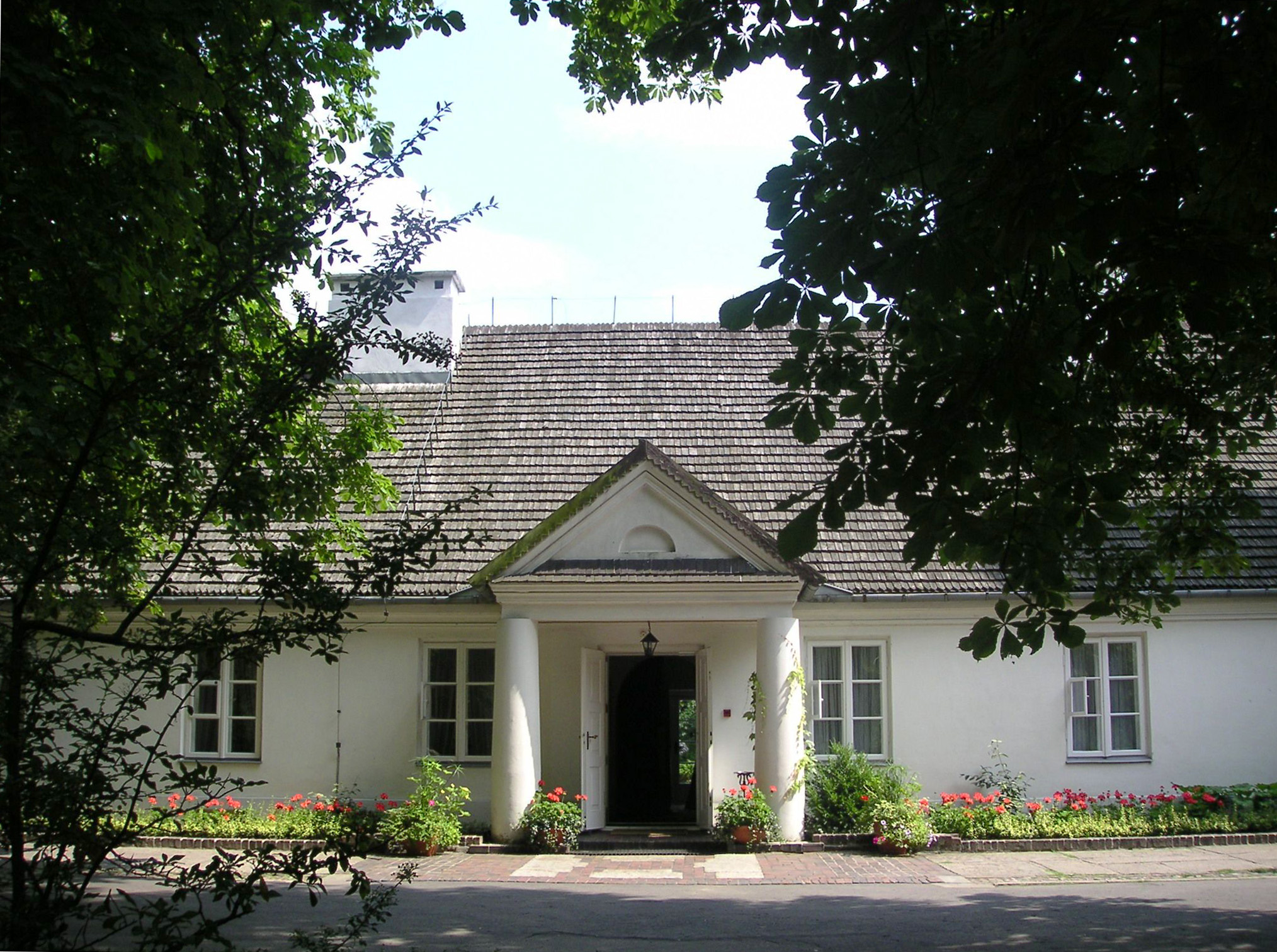
프레데리크 쇼팽 생가

프레데리크 쇼팽 생가(폴란드어: Dom Urodzenia Fryderyka Chopina)는 폴란드 젤라조바볼라에 있는 프레데리크 쇼팽의 생가다. 프레데리크 쇼팽이 1810년에 태어난 곳이었으나 제2차 세계대전 중에 파괴되었다가 복구되었다. 지금은 박물관으로 개조되어 쇼팽의 사진과 악보, 악기, 가구 등을 전시하고 있다. 여름철에는 쇼팽을 기념하는 피아노 콘서트가 열린다.